# Pablo Hernán Gómez
Pablo Hernán Gómez (20 de diciembre de 1977 - 29 de enero de 2001) fue un futbolista Argentino que se desempeñaba como delantero, nació en Mendoza, Argentina.

## Trayectoria
Pablo Hernán Gómez fue formado en Huracán Las Heras desde 1992 equipo que lo debutó profesionalmente en el Apertura 1995 con 17 años, posteriormente fue traspasado a Unión de Santa Fe luego a Godoy Cruz y finalmente a Argentinos Juniors quién lo traspasó a México.
Fue adquirido por Monarcas Morelia para el Verano 98' donde tuvo una discreta actuación que no convenció a los directivos del cuadro Michoacano así que es traspasado al recién descendido Veracruz para el Invierno 98' donde tiene una actuación destacada al ser titular los 19 encuentros del torneo y marcar 12 goles. Este buen desempeño hace que el director deportivo del Pachuca CF, Andrés Fassi, se interese por él, y lo lleve al club para el Torneo Verano 99', donde cumple con una labor importante jugando los 17 partidos y anotando 3 goles, contribuyendo para que su club salvara la categoría.
Pachuca adquiere al hábil delantero del Morelia definitivamente, y ya consagrado como titular jugó 14 juegos completos de 16 encuentros en que vio acción, ya que fue expulsado ante el Club León. En la liguilla anotó 2 goles en el juego de reclasificación ante Morelia, En cuartos de final tuvo una gran actuación al marcar dos goles al Deportivo Toluca de visitante, en semifinal otra gran actuación le permitió anotar 2 goles en la ida ante el Atlas de Guadalajara, y para la final ante Cruz Azul, marca una notable diferencia pues como es sabido su compatriota Alejandro Glaría "El huesos", hizo los tres goles para la obtención del título, pero Pablo Hernán fue el máximo goleador de la liguilla. En el Verano 2000, el Pachuca tuvo una debacle pues no calificó, sin embargo Gómez cumplió una labor aceptable donde disputó 14 encuentros, anotó tres goles y asistió para 6 más. El invierno 2000 nuevamente fue factor para una buena temporada ayudando a su equipo a conseguir la liguilla, jugo 16 juegos de temporada regular y los dos de liguilla donde cayó con Morelia en cuartos de final, anotando 4 goles. Finalmente el Verano 2001 inició alineando los tres juegos anotando un gol ante Necaxa en la fecha 2. También al principio de aquel año vivió la primera participación de Pachuca en torneos internacionales al jugar la Champions Cup, donde fue eliminado por Olimpia de Honduras. Su último juego fue el 28 de enero de 2001 ante Irapuato de local, donde cumplió una buena labor en donde asistió a Pedro Pineda para lograr el segundo gol, actuó por 79 minutos, siendo sustituido por el paraguayo Francisco Ferreira, a su salida del campo fue ovacionado por la afición con un sonoro aplauso reconociendo su incansable labor.

### Fallecimiento
Un día después de su último partido, el 29 de enero de 2001, Pablo viajó a San Luis Potosí junto con su esposa, Mónica González y sus dos hijos para visitar a su cuñado, Ariel González.
Algunas especulaciones indican que conducía su Lincoln Town Car a una velocidad de 170 km/h en la carretera Portezuelo- Huichapan, cuando a la altura de la curva “La Manga” perdió el control del automóvil, causando que se volcara. El impacto causó la muerte instantánea de Pablo y su esposa, sus dos hijos sobrevivieron al accidente sin lesiones de gravedad.
Fue velado el 30 y cremado el día 31 junto a su mujer.

## Pachuca sin el 20
El número 20 fue retirado del equipo el 11 de febrero de 2001 dentro de la jornada 6 contra Cruz Azul, en una ceremonia previa en memoria de Gómez y su esposa.

## Clubes
| Club               | País      | Año       |
| ------------------ | --------- | --------- |
| Huracán Las Heras  | Argentina | 1995-1996 |
| Unión de Santa Fe  | Argentina | 1996      |
| Godoy Cruz         | Argentina | 1997      |
| Argentinos Juniors | Argentina | 1997      |
| Atlético Morelia   | México    | 1998      |
| Veracruz           | México    | 1998      |
| Pachuca            | México    | 1999-2001 |

## Palmarés

### Campeonatos nacionales
| Título                     | Club                   | País   | Año           |
| -------------------------- | ---------------------- | ------ | ------------- |
| Primera División de México | Club de Fútbol Pachuca | México | Invierno 1999 |